# Ecclesia de Eucharistia
Ecclesia de Eucharistia (en español: La Iglesia vive de la Eucaristía) es la decimocuarta y última carta encíclica emitida por el papa Juan Pablo II, el 17 de abril de 2003. En ella escribe lo vinculada que está la Iglesia con la Eucaristía.

## Estructura
- Esmero
- Introducción
- Capítulo I: Misterio de la Fe
- Capítulo II: La Eucaristía edifica la Iglesia
- Capítulo III: Apostolicidad de la Eucaristía y de la Iglesia
- Capítulo IV: Eucaristía y comunión eclesial
- Capítulo V: Decoro de la celebración eucarística
- Capítulo VI: En la escuela de María, mujer "eucarística"
- Conclusión